# Храм Светог великомученика кнеза Лазара у Земун Пољу
Храм Светог великомученика кнеза Лазара је српски православни храм која се налази у насељу Земун Поље у градској општини Земун у граду Београду, а припада архиепископији београдско-карловачкој.

## Историјат
Храм је саграђен 1991. године, а налази се у улици Фрање Крча у Земуну. Изградња цркве реализована је трудом земунског протојереја-ставрофора Јована Кошевића, а земљиште за изградњу поклонио је Институт за кукуруз Земун Поље.
Ово је уједно прва прекосавска црква у архиепископији београдско-карловачкој, која је саграђена после 1842. године. Пројектант цркве био је југословенски и српски архитекта Бранко Пешић, који је уједно био протонеимар храма Светог Саве на Врачару.
Иконостас и фреске на зидовима и своду цркве израдио је Матеја Милић. Храм је саграђен по узору на цркву Светог првомученика Стефана у Крушевцу, познатију као црква Лазарица, а мотиви су бирани у манастирима Хиландар, Грачаница и Пећка патријаршија.